# Casa Alexandru Văsescu
Casa Alexandru Văsescu este un monument istoric din municipiul Botoșani, județul Botoșani, România. Este situată în zona centrală a municipiului pe Aleea Rapsodiei 6 lângă Casa Constantin Zamfirescu. Clădirea a fost în proprietatea lui Alexandru Văsescu. În trecut aici a mai fost Internatul Liceului „Carmen Sylva”. Acum este sediul Direcției pentru Cultură și Patrimoniu Național din Botoșani și Biblioteca Județeană Mihai Eminescu Botoșani Mediateca. Casa Alexandru Văsescu este în stilul eclectism în tradiția clasicismului moldovenesc Este inclusă pe Lista monumentelor istorice din județul Botoșani având codurile  BT-II-m-B-01927 și  BT-II-m-B-01936.